# Wildkatzendorf Hütscheroda
Koordinaten: 51° 1′ 33,3″ N, 10° 27′ 54,9″ O

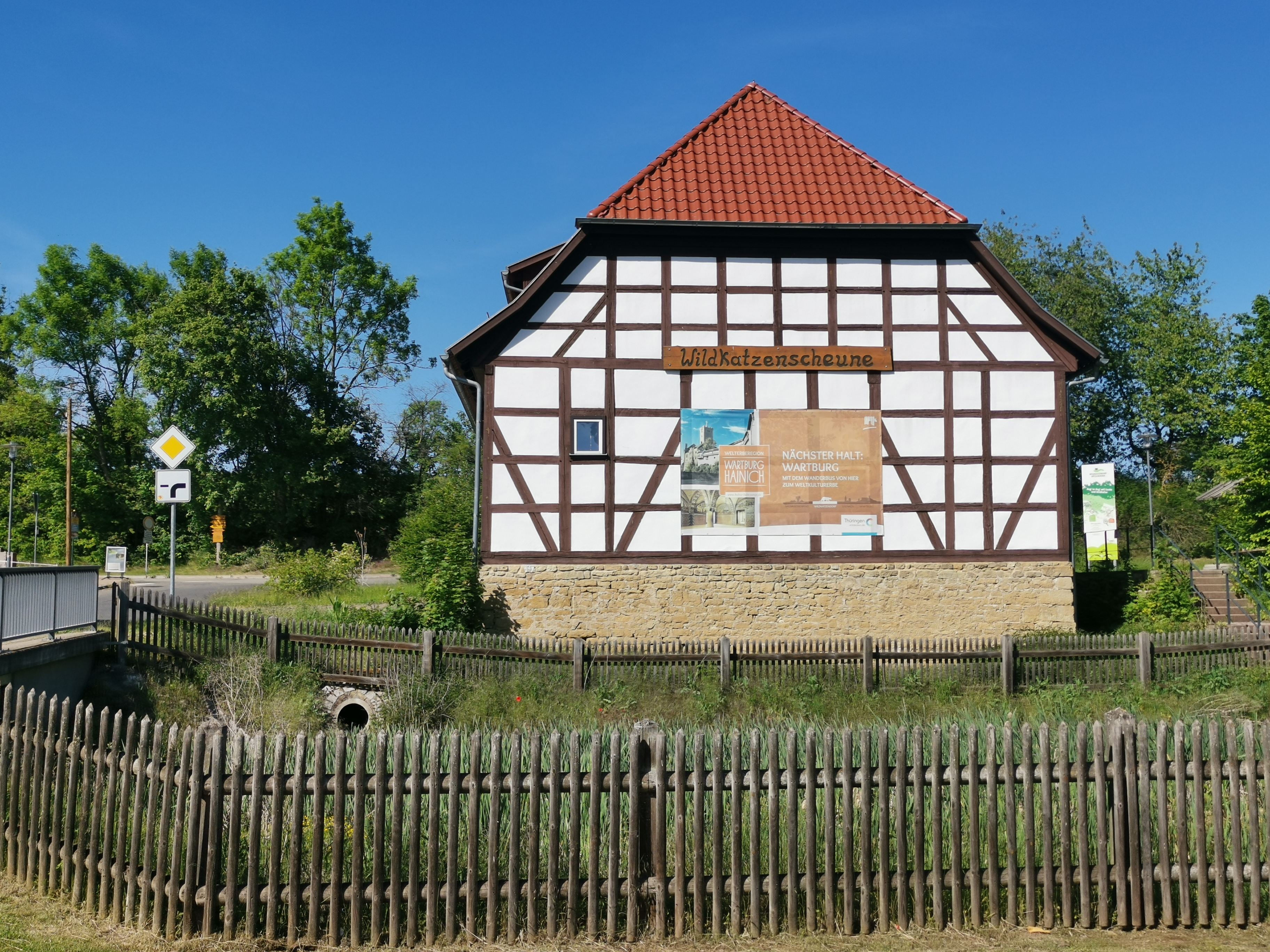
Wildkatzenscheune Hütscheroda

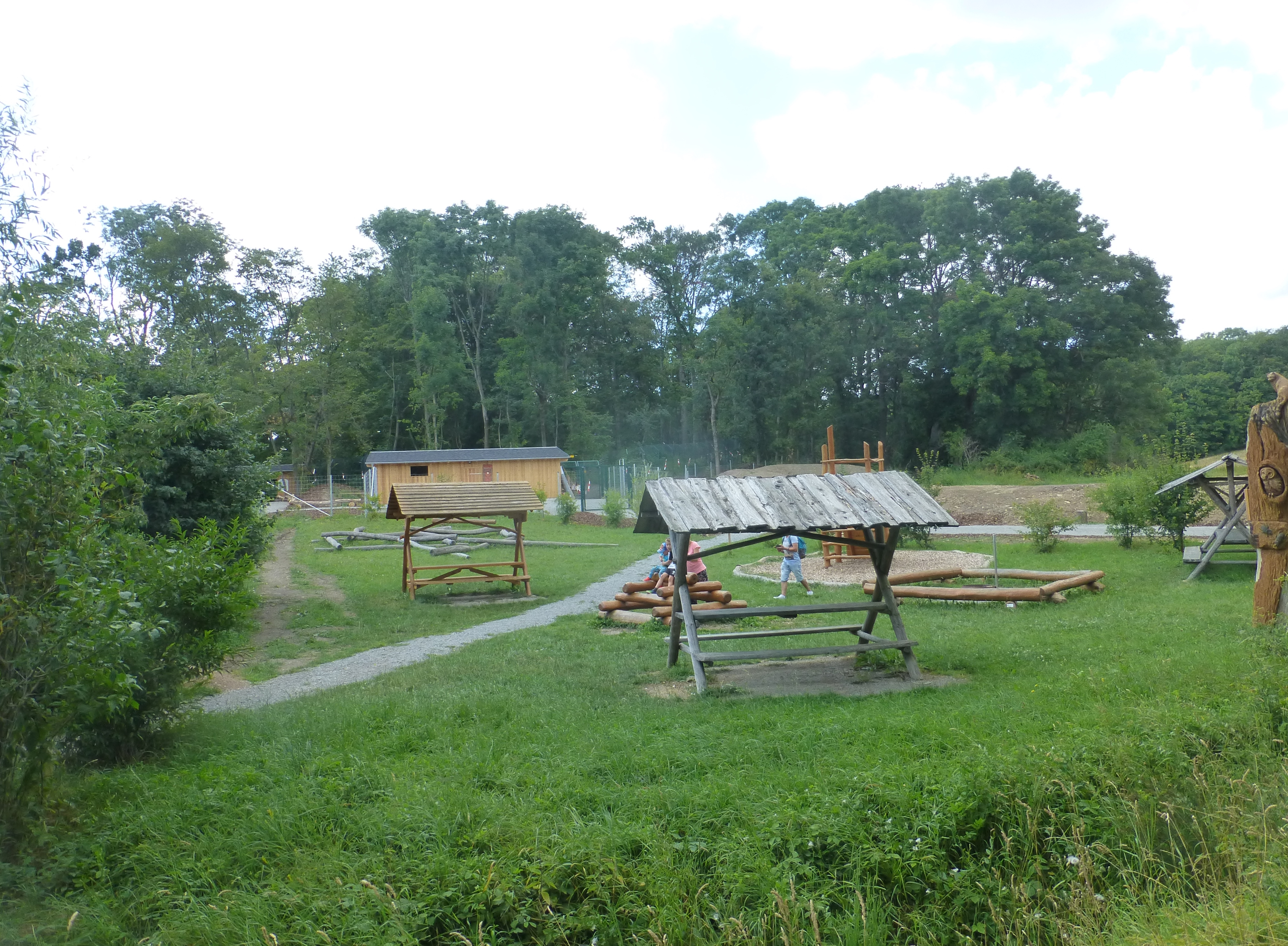
Wildkatzengehege

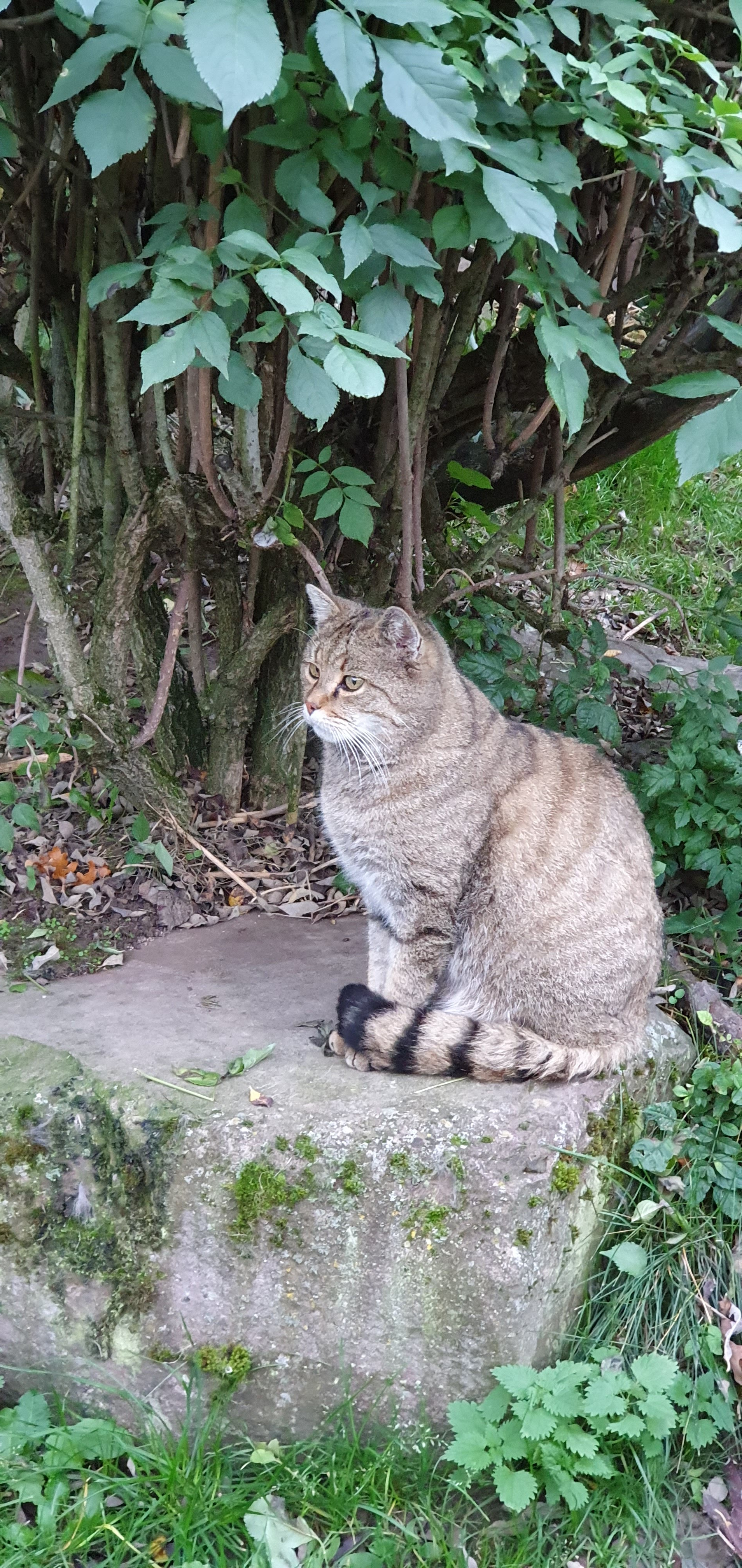
Wildkatze im Wildkatzendorf

Das Wildkatzendorf Hütscheroda ist ein Wildgehege im Ortsteil Hütscheroda der Gemeinde Hörselberg-Hainich im Wartburgkreis in Thüringen, in dem Europäische Wildkatzen und Luchse beobachtet werden können. Die gemeinnützige Einrichtung unter der Trägerschaft der Wildtierland Hainich gGmbH liegt im Naturpark Eichsfeld-Hainich-Werratal, unweit des Nationalparks Hainich. 
Die Anlage wurde am 1. April 2012 eröffnet und besteht aus:
- der Wildkatzenscheune: einer alten Fachwerkscheune, welche als modernes Informationszentrum mit einer Ausstellung über Wildkatzen ausgebaut wurde,
- der Wildkatzenlichtung: einem naturnah gestalteten Gehege,
- dem Wildkatzenpfad: einem 7 km langen Rundwanderweg mit dem Aussichtsturm Hainichblick und
- dem Wildkatzenschleichpfad: einem 1,5 km langen Rundweg durch den Wildkatzenwald mit Spielmöglichkeiten.[1]

Derzeit (2020) befinden sich im Wildkatzendorf vier Wildkatzen und drei Luchse (Elternpaar und Jungtier).
Der größere Rundweg, auf dem sich der Aussichtsturm „Hainichblick“ sowie der markante Baum „Alte Eiche“ befindet, führt an der Wüstung Heßwinkel vorbei.